# Plaza de Toros de Plasencia
Plaza de Toros de Plasencia är en amfiteater i Spanien.   Den ligger i provinsen Provincia de Cáceres och regionen Extremadura, i den centrala delen av landet, 210 km väster om huvudstaden Madrid. Plaza de Toros de Plasencia ligger 397 meter över havet.
Terrängen runt Plaza de Toros de Plasencia är kuperad österut, men västerut är den platt. Runt Plaza de Toros de Plasencia är det glesbefolkat, med 10 invånare per kvadratkilometer. Närmaste större samhälle är Plasencia, 0,62 km söder om Plaza de Toros de Plasencia. Omgivningarna runt Plaza de Toros de Plasencia är huvudsakligen savann.